# Рогачевський Іван
Рогачевський Іван — протопоп лохвицький на Полтавщині початку 18 ст.

## З життєпису
Заарештований 1712 року, був доставлений до Москви, звідки разом з іншими особами, прихильниками гетьмана І. Мазепи, висланий на Соловки. Згодом дістав дозвіл навчати у новостворених школах міста Архангельська. У 1720-их pp. повернувся на Україну і був членом Кодифікаційної Комісії, що опрацьовувала «Права, по которымъ судится малороссійский народъ».